# Tour of Antalya 2018
Il Tour of Antalya 2018, prima edizione della corsa, valida come prova dell'UCI Europe Tour 2018 categoria 2.2, si svolse in quattro tappe dal 22 al 25 febbraio 2018 su un percorso di complessivi 450,6 km, con partenza e arrivo ad Adalia, in Turchia. La vittoria fu appannaggio del russo Artëm Ovečkin, che completò il percorso in 11h07'59" precedendo il moldavo Cristian Raileanu e l'eritreo Awet Habtom.
I corridori che presero il via da Adalia furono 170, mentre coloro che portarono a termine il percorso sul medesimo traguardo furono 120.

## Tappe
| Tappa  | Data        | Percorso            | km    | Vincitore di tappa | Leader cl. generale |
| ------ | ----------- | ------------------- | ----- | ------------------ | ------------------- |
| 1ª     | 22 febbraio | Adalia > Adalia     | 155,6 | Matteo Moschetti   | Matteo Moschetti    |
| 2ª     | 23 febbraio | Adalia > Adalia     | 118,3 | Wim Kleiman        | Wim Kleiman         |
| 3ª     | 24 febbraio | Feslikan > Feslikan | 32,5  | Artëm Ovečkin      | Artëm Ovečkin       |
| 4ª     | 25 febbraio | Side > Adalia       | 144,2 | Matteo Moschetti   | Artëm Ovečkin       |
| Totale | Totale      | Totale              | 450,6 |                    |                     |

## Squadre e corridori partecipanti
| N.      | Cod. | Squadra                       |
| ------- | ---- | ----------------------------- |
| 1-7     | CCC  | CCC Sprandi Polkowice         |
| 11-17   | WIL  | Wilier Triestina-Selle Italia |
| 21-27   | BCP  | Synergy Baku Cycling Project  |
| 31-37   | MCC  | Minsk Cycling Club            |
| 41-47   | RSW  | Team Felbermayr-Simplon Wels  |
| 51-57   | LPC  | Leopard Pro Cycling           |
| 61-67   | TRK  | Torku Şekerspor               |
| 71-77   | TIS  | Tarteletto-Isorex             |
| 81-87   | TSE  | Astana City                   |
| 91-97   | TSC  | Team Sapura Cycling           |
| 101-107 | VAM  | Vino-Astana Motors            |
| 111-117 | TIR  | Tirol Cycling Team            |
| 121-127 | BAI  | Bike Aid                      |

| N.      | Cod. | Squadra                         |
| ------- | ---- | ------------------------------- |
| 131-137 | MCT  | Monkey Town Continental Team    |
| 141-147 | AKR  | Akros-Renfer SA                 |
| 151-157 | PLK  | Polartec-Kometa                 |
| 161-167 | UKR  | Ucraina                         |
| 171-177 | DNK  | Danimarca                       |
| 181-187 | EST  | Estonia                         |
| 191-197 | BRS  | Brisaspor                       |
| 201-207 | ERI  | Eritrea                         |
| 211-217 | MAR  | Marathon-Tula Cycling Team      |
| 221-227 | NCT  | Nice Devo Team                  |
| 231-237 | KAP  | Salcano Cappadocia Cycling Team |
| 241-244 | SAK  | Salcano Sakarya                 |

## Dettagli delle tappe

### 1ª tappa
- 22 febbraio: Adalia > Adalia - 155,6 km

Risultati
| Pos. | Corridore        | Squadra  | Tempo    |
| ---- | ---------------- | -------- | -------- |
| 1    | Matteo Moschetti | Polartec | 3h46'31" |
| 2    | Jakub Mareczko   | Wilier   | s.t.     |
| 3    | Konrad Gessner   | Leopard  | s.t.     |

| Pos. | Corridore        | Squadra  | Tempo    |
| ---- | ---------------- | -------- | -------- |
| 1    | Matteo Moschetti | Polartec | 3h46'21" |
| 2    | Jakub Mareczko   | Wilier   | a 4"     |
| 3    | Georg Zimmermann | Tirol    | a 5"     |

### 2ª tappa
- 23 febbraio: Adalia > Adalia - 118,3 km

Risultati
| Pos. | Corridore           | Squadra    | Tempo    |
| ---- | ------------------- | ---------- | -------- |
| 1    | Wim Kleiman         | Monkey T.  | 3h07'05" |
| 2    | Matthias Krizek     | Felbermayr | s.t.     |
| 3    | Johannes Schinnagel | Tirol      | s.t.     |

| Pos. | Corridore           | Squadra    | Tempo    |
| ---- | ------------------- | ---------- | -------- |
| 1    | Wim Kleiman         | Monkey T.  | 6h53'26" |
| 2    | Matthias Krizek     | Felbermayr | a 4"     |
| 3    | Johannes Schinnagel | Tirol      | a 6"     |

### 3ª tappa
- 24 febbraio: Feslikan > Feslikan - 32,5 km

Risultati
| Pos. | Corridore       | Squadra  | Tempo    |
| ---- | --------------- | -------- | -------- |
| 1    | Artëm Ovečkin   | Marathon | 1h04'40" |
| 2    | Awet Habtom     | Polartec | a 42"    |
| 3    | Edoardo Zardini | Wilier   | a 44"    |

| Pos. | Corridore         | Squadra  | Tempo    |
| ---- | ----------------- | -------- | -------- |
| 1    | Artëm Ovečkin     | Marathon | 7h58'55" |
| 2    | Cristian Raileanu | Torku    | a 24"    |
| 3    | Awet Habtom       | Polartec | a 46"    |

### 4ª tappa
- 25 febbraio: Side > Adalia - 144,2 km

Risultati
| Pos. | Corridore        | Squadra   | Tempo    |
| ---- | ---------------- | --------- | -------- |
| 1    | Matteo Moschetti | Polartec  | 3h09'04" |
| 2    | André Looij      | Monkey T. | s.t.     |
| 3    | Paweł Franczak   | CCC       | s.t.     |

| Pos. | Corridore         | Squadra  | Tempo     |
| ---- | ----------------- | -------- | --------- |
| 1    | Artëm Ovečkin     | Marathon | 11h07'59" |
| 2    | Cristian Raileanu | Torku    | a 24"     |
| 3    | Awet Habtom       | Polartec | a 46"     |

## Evoluzione delle classifiche
| Tappa              | Vincitore          | Classifica generale Maglia magenta | Classifica a punti Maglia gialla | Classifica della montagna Maglia arancione | Classifica giovani Maglia verde | Classifica a squadre |
| ------------------ | ------------------ | ---------------------------------- | -------------------------------- | ------------------------------------------ | ------------------------------- | -------------------- |
| 1ª                 | Matteo Moschetti   | Matteo Moschetti                   | Matteo Moschetti                 | Daniel Lehner                              | Matteo Moschetti                | Leopard Pro Cycling  |
| 2ª                 | Wim Kleiman        | Wim Kleiman                        | Georg Zimmermann                 | Daniel Lehner                              | Johannes Schinnagel             | Tirol Cycling Team   |
| 3ª                 | Artëm Ovečkin      | Artëm Ovečkin                      | Georg Zimmermann                 | Daniel Lehner                              | Awet Habtom                     | Tirol Cycling Team   |
| 4ª                 | Matteo Moschetti   | Artëm Ovečkin                      | Matteo Moschetti                 | Daniel Lehner                              | Awet Habtom                     | Tirol Cycling Team   |
| Classifiche finali | Classifiche finali | Artëm Ovečkin                      | Matteo Moschetti                 | Daniel Lehner                              | Awet Habtom                     | Tirol Cycling Team   |

## Classifiche finali

### Classifica generale - Maglia magenta
| Pos. | Corridore           | Squadra    | Tempo     |
| ---- | ------------------- | ---------- | --------- |
| 1    | Artëm Ovečkin       | Marathon   | 11h07'59" |
| 2    | Cristian Raileanu   | Torku      | a 24"     |
| 3    | Awet Habtom         | Polartec   | a 46"     |
| 4    | Edoardo Zardini     | Wilier T.  | a 50"     |
| 5    | Wim Kleiman         | Monkey T.  | a 1'02"   |
| 6    | Johannes Schinnagel | Tirol      | a 1'05"   |
| 7    | Il'ja Koševoj       | Wilier T.  | a 1'11"   |
| 8    | Kevin De Jonghe     | Tarteletto | a 1'18"   |
| 9    | Szymon Rekita       | Leopard    | a 1'40"   |
| 10   | Benjamin Brkic      | Tirol      | a 1'45"   |

### Classifica a punti - Maglia gialla
| Pos. | Corridore           | Squadra   | Punti |
| ---- | ------------------- | --------- | ----- |
| 1    | Matteo Moschetti    | Polartec  | 10    |
| 2    | Georg Zimmermann    | Tirol     | 9     |
| 3    | Markus Wildauer     | Tirol     | 7     |
| 4    | Ivar Slik           | Monkey T. | 6     |
| 5    | Johannes Schinnagel | Tirol     | 6     |

### Classifica GPM - Maglia arancione
| Pos. | Corridore        | Squadra    | Punti |
| ---- | ---------------- | ---------- | ----- |
| 1    | Daniel Lehner    | Felbermayr | 9     |
| 2    | Awet Habtom      | Polartec   | 9     |
| 3    | Artëm Ovečkin    | Marathon   | 8     |
| 4    | Edoardo Zardini  | Wilier T.  | 7     |
| 5    | Georg Zimmermann | Tirol      | 4     |

### Classifica giovani - Maglia bianca
| Pos. | Corridore           | Squadra  | Tempo     |
| ---- | ------------------- | -------- | --------- |
| 1    | Awet Habtom         | Polartec | 11h08'45" |
| 2    | Johannes Schinnagel | Tirol    | a 19"     |
| 3    | Benjamin Brkic      | Tirol    | a 59"     |
| 4    | Marco Friedrich     | Tirol    | a 2'42"   |
| 5    | Gordian Banzer      | Akros    | a 3'37"   |

### Classifica a squadre
| Pos. | Squadra                       | Tempo     |
| ---- | ----------------------------- | --------- |
| 1    | Tirol Cycling Team            | 33h29'33" |
| 2    | Monkey Town Continental Team  | a 2'08"   |
| 3    | Leopard Pro Cycling           | a 5'34"   |
| 4    | Wilier Triestina-Selle Italia | a 6'24"   |
| 5    | ProTouch Sports               | a 11'39"  |